# Charles Fabry

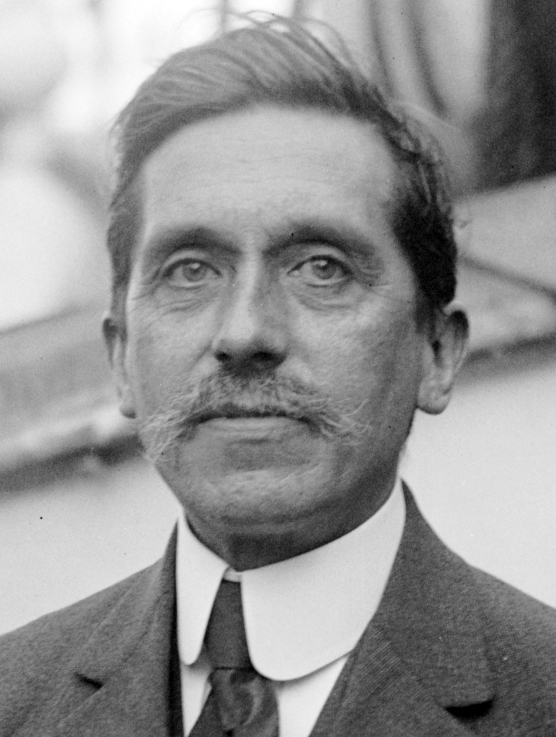
Charles Fabry

Maurice Paul Auguste Charles Fabry (Marseille, 11 juni 1867 – Parijs, 9 juli 1945) was een Frans natuurkundige.

## Biografie
Fabry studeerde aan de École Polytechnique in Parijs en ontving in 1892 een doctoraat aan de Universiteit van Parijs (Sorbonne). In zijn studie vond hij een verklaring voor het fenomeen van interferentieranden. Dit zorgde ervoor dat hij een autoriteit werd op het gebied van de optica en de spectroscopie. Samen met zijn collega Alfred Pérot vond Fabry rond 1897 de Fabry-Pérot-interferometer uit. Na het wetenschappelijke werk van Fabry was het Pérot die een praktische toepassing zag: een elektrometer met de twee gemetalliseerde lamellen van de interferometer als elektrodes. De uitvinding van deze interferometer leidde tot talloze nieuwe ontwikkelingen, zoals meting van kleine diktes, meting van golflengtes, spectroscopie, breedte van spectraallijnen, kinetische gastheorie, experimentele toetsing van onder andere het dopplereffect.
In 1904 werd Fabry benoemd tot hoogleraar natuurkunde aan de Universiteit van Marseille, waar hij 16 jaar zou blijven. Gebruikmakend van zijn interferometer ontdekte hij samen met Henri Buisson in 1913 dat ultraviolete straling wordt geabsorbeerd door de ozonlaag, een ijle luchtlaag die zich op hoogte van 15 tot 30 kilometer in de aardse atmosfeer bevindt. Fabry won in 1918 samen met Pérot de Rumford Medal alsmede in 1919 de Henry Draper Medal en in 1921 de Franklin Medal.
Farby werd in 1921 benoemd tot hoogleraar algemene natuurkunde aan de Sorbonne en vijf jaar later, in 1926, aan de École Polytechnique, als opvolger van Pérot. Daarnaast was hij de eerste algemeen directeur van het Institut d'optique théorique et appliquée en directeur van de École supérieure d'optique. In 1927 werd Fabry gekozen tot lid van de Académie des sciences, de Franse Academie van Wetenschappen.

## Verder lezen
- Joseph F. Mulligan (1998) Who were Fabry and Pérot?, American Journal of Physics 66 (9): 797–802

airy-schijf · amplitude · brekingsindex · brewsterhoek · dopplereffect · fase · foto-elektrisch effect · frequentie · fresnelvergelijkingen · fresnel-zoneplaat · getal van Abbe · golffront · golflengte · holografie · intensiteit · interferometer ·  laser · lasersnijden · lichtenergie · lichtgrootheden en -eenheden · lichtmeter · lichtsnelheid · lichtsterkte · lichtstroom · Mach-Zehnder-interferometer · Michelson-interferometer · ooggevoeligheid · optische vezel · polarimeter · polarisatie · poynting-vector · principe van Huygens-Fresnel · principe van Fermat · prisma · schlierenoptica · specifieke lichtstroom · stralingsdeler · tralie · transversale golf · verlichtingssterkte · wet van Bragg
infrarood · kleur · licht · monochromatisch licht · spectrum · ultraviolet · wit licht
absorptie · coherentie · diffractie · dispersie · interferentie · lichtbreking · reflectie · totale interne reflectie · transmissie
emissie · gestimuleerde emissie · fluorescentie · fosforescentie · luminantie · luminescentie
fluorescentiespectroscopie · spectraalanalyse · spectraallijn · Spectroscopie · UV/VIS-spectroscopie
halo · newtonring
David Brewster · Christian Doppler · Charles Fabry · Pierre de Fermat · Joseph von Fraunhofer · Dennis Gabor · Augustin Fresnel · Heinrich Hertz · Christiaan Huygens · Hendrik Lorentz · Albert Michelson · James Clerk Maxwell · Edward Morley · Isaac Newton · Alfred Pérot · Thomas Young